# Ли Хуаньчжи
Ли Хуаньчжи́ (кит. трад. 李焕之, упр. 李煥之, пиньинь Lihuànzhī; 2 января 1919 — 19 марта 2000) — китайский композитор, дирижёр и педагог.

## Биография
В 1936 году окончил Шанхайскую консерваторию. Ученик Сианя Синьхая. В 1985—1999 годах — председатель Союза китайских музыкантов.